# Heliophorus verna
Heliophorus verna är en fjärilsart som beskrevs av Riley 1929. Heliophorus verna ingår i släktet Heliophorus och familjen juvelvingar. Inga underarter finns listade i Catalogue of Life.